# Al-Fath (Oman)
al-Fath (arabisch الفتح, DMG al-Fatḥ) ist eine Siedlung mit 116 Einwohnern (Stand: Zensus von 2020) im Sultanat Oman. Sie liegt im Gebiet der Wilaya Ḍank innerhalb des Gouvernements az-Zahira.